# Kanadische Biathlonmeisterschaften 2011
Die Kanadischen Biathlonmeisterschaften 2011 wurden vom 23. bis 27. März des Jahres in Charlo ausgetragen. Es gab jeweils ein Sprintrennen, eine Verfolgung und ein Einzel für Männer und Frauen sowie ein Mixed-Staffelrennen.

## Männer

### Einzel 20 km
| Platz | Sportler          | Zeit      | Schieß- fehler |
| ----- | ----------------- | --------- | -------------- |
| 1     | Scott Perras      | 1:01:33.1 | 0-0-2-1        |
| 2     | Matt Neumann      | +17.1     | 0-2-0-1        |
| 3     | Scott Gow         | +21.0     | 0-2-0-1        |
| 4     | Brendan Green     | +32.4     | 0-2-1-1        |
| 5     | Nathan Smith      | +1:24.2   | 1-4-0-2        |
| 6     | Beau Thompson     | +3:14.8   | 0-2-0-0        |
| 7     | Marc-André Bédard | +6:43.4   | 3-0-4-2        |
| dnf   | Johnny Forward    |           | 0-4-4          |
| dsq   | Russell Currier   |           | 3-0- -1        |
| dns   | Patrick Côté      |           |                |

Datum: Mittwoch, 23. März 2011

Es starteten neun von zehn gemeldeten Läufern. Ein Biathlet kam nicht ins Ziel, ein weiterer wurde disqualifiziert. Das Rennen der Junioren gewann Aaron Gillmor vor Paul Morency und Andrew Chisholm. Das Jugendrennen gewann Christian Gow vor Macx Davies und William Poffenroth.

### Sprint 10 km
| Platz | Sportler          | Zeit    | Schieß- fehler |
| ----- | ----------------- | ------- | -------------- |
| 1     | Marc-André Bédard | 27:20.8 | 1-0            |
| 2     | Scott Gow         | +1:06.4 | 0-1            |
| 3     | Nathan Smith      | +1:07.3 | 2-2            |
| 4     | Scott Perras      | +1:20.1 | 1-2            |
| 5     | Brendan Green     | +1:34.4 | 1-2            |
| 6     | Russell Currier   | +2:05.7 | 3-1            |
| 7     | Patrick Côté      | +2:12.6 | 0-0            |
| 8     | Beau Thompson     | +2:50.6 | 2-0            |
| 9     | Matt Neumann      | +3:25.6 | 2-4            |
| 10    | Johnny Forward    | +6:11.7 | 0-2            |

Datum: Freitag, 24. März 2011

Es starteten 10 Läufer. Das Rennen der Junioren gewann Aaron Gillmor vor Maxime Giguère-Viger und Aaron Neumann. Das Rennen der männlichen Jugend gewann Christian Gow vor Macx Davies und Matthew Vrielink.

### Verfolgung 12,5 km
| Platz | Sportler          | Zeit    | Schieß- fehler |
| ----- | ----------------- | ------- | -------------- |
| 1     | Scott Gow         | 36:09.4 | 1-0-2-1        |
| 2     | Marc-André Bédard | +15.2   | 2-2-1-1        |
| 3     | Nathan Smith      | +19.5   | 1-2-1-2        |
| 4     | Brendan Green     | +1:37.9 | 1-1-3-2        |
| 5     | Scott Perras      | +1:53.0 | 1-2-2-4        |
| 6     | Patrick Côté      | +1:54.1 | 1-0-0-2        |
| 7     | Matt Neumann      | +4:25.9 | 0-3-3-2        |
| 8     | Beau Thompson     | +4:56.9 | 1-2-3-2        |
| 9     | Johnny Forward    | +7:33.1 | 1-1-3-1        |
| dns   | Russell Currier   |         |                |

Datum: Sonnabend, 26. März 2011

Es starteten neun von zehn gemeldeten Läufern. Das Rennen der Junioren gewann Aaron Gillmor vor Aaron Neumann und Vincent Blais. Beim Rennen der männlichen Jugend siegte Christian Gow vor Albert Bouchard und Macx Davies.

## Frauen

### Einzel 15 km
| Platz | Sportler        | Zeit     | Schieß- fehler |
| ----- | --------------- | -------- | -------------- |
| 1     | Zina Kocher     | 51:38.5  | 1-1-2-1        |
| 2     | Melanie Schultz | +3:03.1  | 0-0-0-3        |
| 3     | Claude Godbout  | +3:49.3  | 1-0-2-1        |
| 4     | Cynthia Clark   | +3:58.7  | 0-1-1-2        |
| 5     | Megan Imrie     | +5:05.4  | 0-1-0-4        |
| 6     | Katrina Howe    | +8:21.7  | 1-1-1-2        |
| 7     | Isabelle Abran  | +11:17.3 | 1-0-0-0        |
| 8     | Karen Messenger | +11:20.5 | 1-2-0-3        |
| 9     | Angela Salvi    | +13:42.2 | 0-1-5-0        |
| 10    | Kathryn Stone   | +13:58.6 | 2-1-4-4        |
| 11    | Annik Levesque  | +15:47.7 | 3-1-2-1        |
| 12    | Betsy Mawdsley  | +16:26.2 | 3-1-2-2        |

Datum: Mittwoch, 23. März 2011

Es starteten 12 Läuferinnen. Das Rennen der Junioren gewann Yolaine Oddou vor Emma Lunder und Audrey Vaillancourt. Bei den Jugendlichen gewann Rose-Marie Côté vor Julia Ransom und Emma Lodge.

### Sprint 7,5 km
| Platz | Sportler         | Zeit    | Schieß- fehler |
| ----- | ---------------- | ------- | -------------- |
| 1     | Zina Kocher      | 23:58.3 | 1-2            |
| 2     | Melanie Schultz  | +33.0   | 0-0            |
| 3     | Claude Godbout   | +1:18.9 | 1-2            |
| 4     | Cynthia Clark    | +1:37.1 | 1-1            |
| 5     | Megan Imrie      | +1:49.9 | 0-3            |
| 6     | Katrina Howe     | +2:47.4 | 0-2            |
| 7     | Angela Salvi     | +3:57.2 | 0-0            |
| 8     | Kathryn Stone    | +4:01.6 | 2-2            |
| 9     | Karen Messenger  | +4:08.9 | 0-1            |
| 10    | Betsy Mawdsley   | +5:09.7 | 2-1            |
| 11    | Isabelle Abran   | +5:53.3 | 0-1            |
| 12    | Annik Levesque   | +7:34.2 | 2-4            |
| dns   | Rosanna Crawford |         |                |

Datum: Freitag, 24. März 2011

Es starteten 12 von 13 gemeldeten Läuferinnen. Das Rennen der Junioren gewann Yolaine Oddou vor Audrey Vaillancourt und Emma Lunder. Das Rennen der weiblichen Jugend gewann Rose-Marie Côté vor Julia Ransom und Emma Lodge.

### Verfolgung 10 km
| Platz | Sportler        | Zeit     | Schieß- fehler |
| ----- | --------------- | -------- | -------------- |
| 1     | Zina Kocher     | 33:58.3  | 2-3-1-3        |
| 2     | Claude Godbout  | +47.4    | 1-3-2-0        |
| 3     | Megan Imrie     | +1:24.5  | 1-3-1-3        |
| 4     | Cynthia Clark   | +2:05.3  | 1-2-1-2        |
| 5     | Melanie Schultz | +3_07.9  | 0-2-4-1        |
| 6     | Kathryn Stone   | +6:27.8  | 2-4-2-2        |
| 7     | Annik Levesque  | +8:06.9  | 1-0-4-1        |
| 8     | Betsy Mawdsley  | +9:04.7  | 1-2-3-3        |
| 9     | Karen Messenger | +11:50.4 | 2-4-4-5        |
| dns   | Katrina Howe    |          |                |
| dns   | Angela Salvi    |          |                |
| dns   | Isabelle Abran  |          |                |

Datum: Sonnabend, 26. März 2011

Es starteten neun von 12 gemeldeten Läuferinnen. Das Rennen der Juniorinnen gewann Yolaine Oddou vor Audrey Vaillancourt und Emma Lunder. Bei der weiblichen Jugend siegte Julia Ransom vor Emma Lodge und Jessica Paterson.

## Mixed-Staffel 3 × 6 km
| Platz | Land                  | Sportler                                      | Zeit     | Strafrunden + Nachlader |
| ----- | --------------------- | --------------------------------------------- | -------- | ----------------------- |
| 1     | Alberta 1             | Beau Thompson Zina Kocher Nathan Smith        | 53:40.3  | 0+0 1+3 0+0             |
| 2     | Québec 1              | Marc-André Bédard Claude Godbout Paul Morency | +1:09.1  | 1+0 0+0                 |
| 3     | Alberta 2             | Andrew Chisholm Melanie Schultz Cynthia Clark | +7:07.6  | 3+0 0+0                 |
| 4     | Saskatchewan 1        | Scott Perras Annik Levesque Devon Sylvester   | +8:00.6  | 0+0 0+1                 |
| 5     | Northwest Territories | Brendan Green Joseph Lirette Betsy Mawdsley   | +8:19.4  | 0+0 0+2                 |
| 6     | Québec 2              | Edouard Côté David Grégoire Angela Salvi      | +8:20.8  | 1+0 0+0 0+2             |
| 7     | British Columbia 1    | Aaron Neumann Karina Bakker Matt Neumann      | +9:13.7  | 0+0 0+4 0+0             |
| 8     | Manitoba              | Nicholas Dumontier Megan Imrie Jessica Biggs  | +12:12.9 | 0+0 0+1                 |

Datum: Sonntag, 27. März 2011, 9:30 Uhr

Am Start waren acht Mixed-Staffeln aus sechs Territorien und Provinzen. Bei den Junioren gewann die Alberta I mit Scott Gow, Emma Lunder und Aaron Gillmor vor Quebec I mit Vincent Blais, Yolaine Oddou und Maxime Viger und Quebec II mit Samuel Laforest-Jean, Audrey Vaillancourt und Rémi Grégoire Jacques. Bei der Jugend gewann das Team Alberta I mit Macx Davies, Emma Lodge und Christian Gow vor Alberta II mit William Poffenroth, Jessica Patterson und Matt Vrielink vor Quebec I mit Albert Bouchard, Jean-Philippe Drouin und Rose-Marie Côté.